# Harry Rosenthal

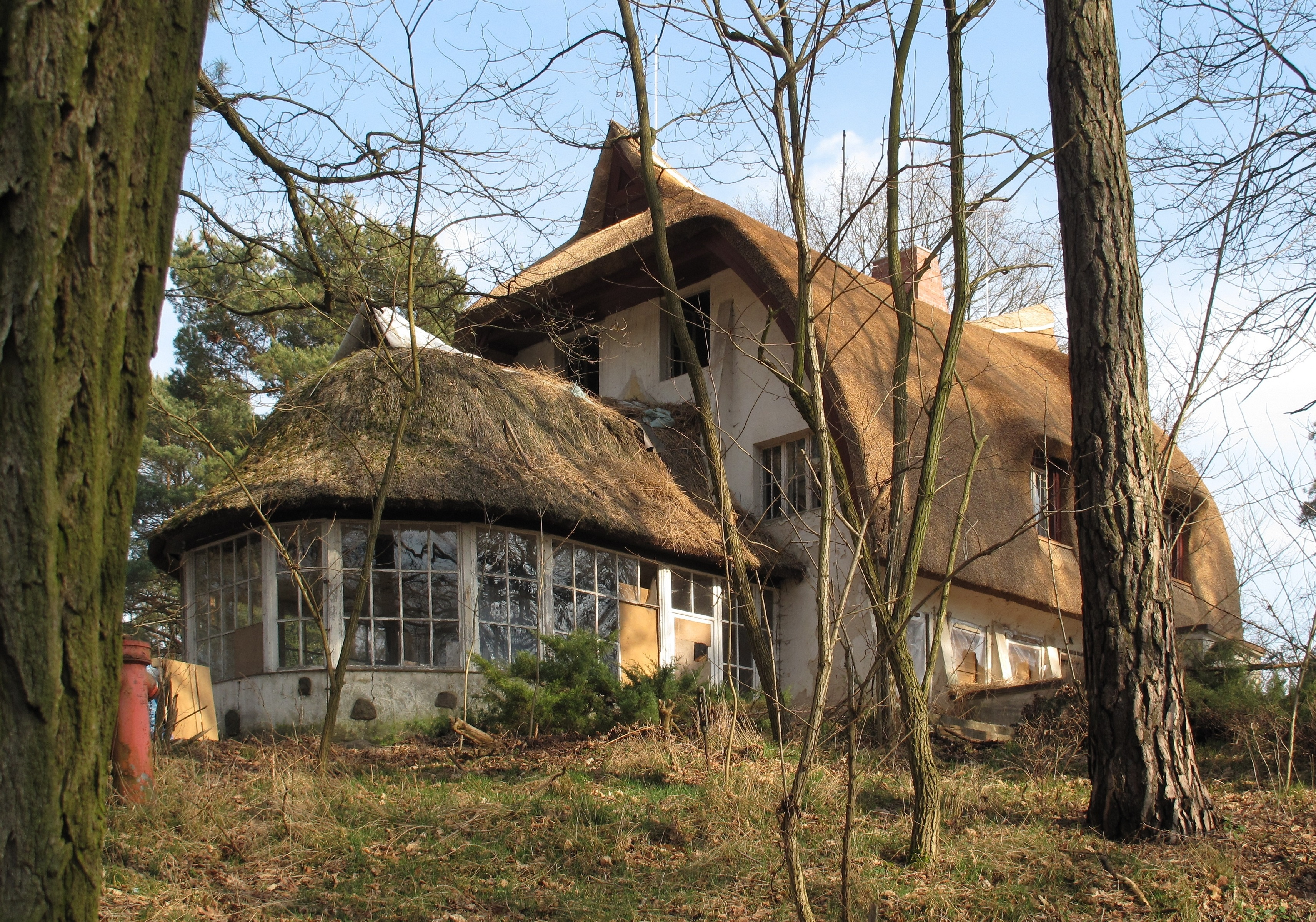
Denkmalgeschütztes Haus für Josef Thorak in Bad Saarow

Harry Rosenthal (* 3. Mai 1892 in Posen; † 17. Januar 1966 in London) war ein deutscher Architekt.

## Leben
Harry Rosenthal begann vor dem Ersten Weltkrieg ein Studium der Architektur an der Technischen Hochschule München bei Theodor Fischer. Nach einer schweren Kriegsverletzung setzte er dieses ab 1917 an der Technischen Hochschule (Berlin-)Charlottenburg fort und schloss es 1919 mit der Diplom-Hauptprüfung ab. In den Folgejahren arbeitete er in den Büros von Hans Poelzig und Bruno Taut. 1922 gründete er sein eigenes Büro und entwarf, nunmehr selbständig, Wohn-, Sommer-, Land- und Atelierhäuser in Berlin und Umgebung. Seine Bauten zeigen die Auseinandersetzung mit dem Expressionismus, zeugen aber auch von seiner Beschäftigung mit den Prinzipien des Neuen Bauens. Nach 1933 emigrierte Rosenthal aufgrund seiner jüdischen Herkunft und der beginnenden Verfolgung in Deutschland nach Palästina, wo er seine Tätigkeit als Architekt fortsetzen konnte, zog dann aber, weil er das Klima nicht vertrug, 1939 nach London; dort geriet er weitestgehend in Vergessenheit.

## Bauten

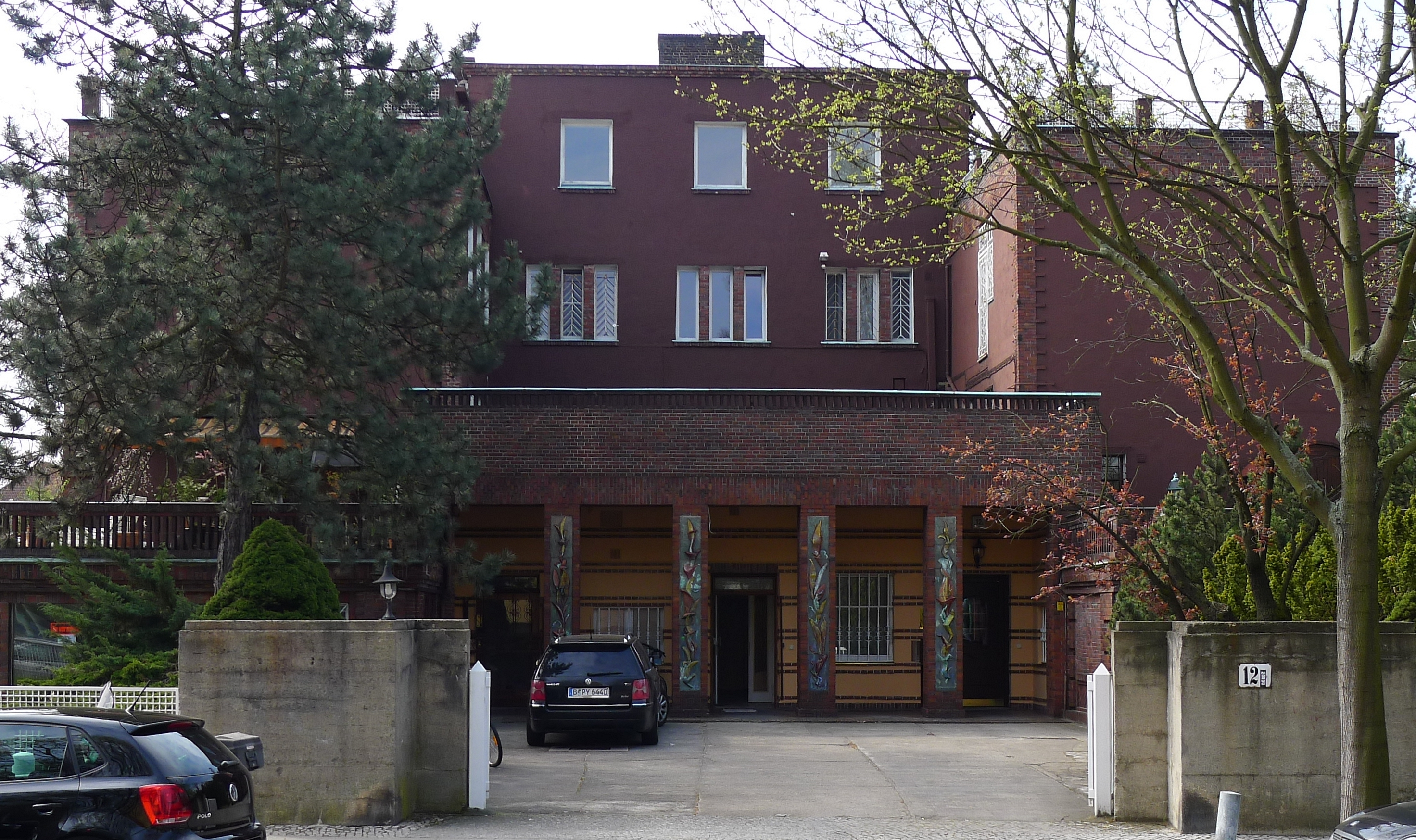
Villa Bab

- nach 1922: Ladenausstattung des Leuchtenhauses Leitz in Berlin
- 1923: Sommerhaus für den expressionistischen Maler Bruno Krauskopf in Bad Saarow, Moorstraße 2 (1933 von Max Schmeling erworben)[3]
- 1923: Haus Dr. R. in Berlin-Wilmersdorf[4]
- 1923–1924: Villa Bab in Berlin-Wilmersdorf, Konstanzer Straße 26/27 (Bauherr: Bankier Eugen Bab)
- 1923–1924: Remise und Wohnhaus für Angestellte der Villa d'Avance in Berlin-Westend, Kranzallee 8/10
- 1925–1926: Atelier- und Sommerhaus für den Maler und Bildhauer Josef Thorak in Bad Saarow, Moorstraße;[3] heute denkmalgeschützt, siehe Liste der Baudenkmale in Bad Saarow, Thorak-Haus
- 1927: Haus Eisner in Berlin
- 1927: Wochenendhaus Dr. F.[5]
- 1927: Wochenendhaus Dr. Levy-Suhl[5]
- 1927: Wohnanlage Haus Salzbrunn in Berlin-Schmargendorf, Salzbrunner Straße 25/27/29[5]
- 1927: Wettbewerbsentwurf für ein Wochenendhaus mit Turm[6]
- um 1928: Atelier- und Wohnhaus für den Bildhauer Heinz Tichauer in Berlin-Heiligensee
- 1928–1929: Haus Schulze in Berlin
- 1930–1931: Atelierhaus für den Schriftsteller Arnold Zweig in Berlin-Westend, Kühler Weg 9